# Margate City
|  | Per a altres significats, vegeu «Margate (desambiguació)». |

Margate City és una població dels Estats Units a l'estat de Nova Jersey. Segons el cens del 2007 tenia 8.537 habitants.

## Demografia
Segons el cens del 2000, Margate City tenia 8.193 habitants, 3.984 habitatges, i 2.302 famílies. La densitat de població era de 2.243,5 habitants/km².
Dels 3.984 habitatges en un 16,7% hi vivien nens de menys de 18 anys, en un 46,9% hi vivien parelles casades, en un 8,1% dones solteres, i en un 42,2% no eren unitats familiars. En el 36,1% dels habitatges hi vivien persones soles el 17,5% de les quals corresponia a persones de 65 anys o més que vivien soles. El nombre mitjà de persones vivint en cada habitatge era de 2,06 i el nombre mitjà de persones que vivien en cada família era de 2,67.
Per edats la població es repartia de la següent manera: un 15,4% tenia menys de 18 anys, un 4,5% entre 18 i 24, un 23,4% entre 25 i 44, un 27,9% de 45 a 60 i un 28,9% 65 anys o més.
L'edat mediana era de 50 anys. Per cada 100 dones de 18 o més anys hi havia 86,6 homes.
La renda mediana per habitatge era de 45.876 $ i la renda mediana per família de 63.917 $. Els homes tenien una renda mediana de 48.152 $ mentre que les dones 31.025 $. La renda per capita de la població era de 33.566 $. Aproximadament el 7% de les famílies i el 7,3% de la població estaven per davall del llindar de pobresa.

## Poblacions més properes
El següent diagrama mostra les poblacions més properes.